# Sara Rus
Sara Laskier de Rus (Lodz, 25 de enero de 1927-Buenos Aires, 24 de enero de 2024) fue una activista polaca judía nacionalizada argentina, madre de Plaza de Mayo y sobreviviente de Auschwitz.

## Datos biográficos
Era la hija única de Carola y Jacobo Laskier, quien era sastre y se había recibido de rabino.
Sara iba a la escuela judía y estudiaba violín. Llevó una vida tranquila y sin mayores sobresaltos hasta que en 1939 ―cuando tenía 12 años― el ejército alemán entró en Lodz, su ciudad natal. Con las fuerzas del Reich llegaron también las SS y obligaron a los judíos a usar la estrella de David.

Yo no tenía noción de qué pasaba. Mi madre decía «si ganan los alemanes vendemos todo y nos vamos de Polonia». Mi padre creía que iba a ser como en la Primera Guerra. Pero después teníamos que bajar de las veredas, usar la estrella de David para identificarnos. Hubo mucha discriminación que probablemente yo no entendía. Con el correr del tiempo empecé a darme cuenta. Un tío, hermano de mi madre, emigró porque un grupo de muchachos polacos le dio una paliza por ser judío. Ya teníamos familia en la Argentina y se vino acá.
Un día aparecieron los alemanes en mi casa. Cuando entran, con esa prepotencia, ven mi violín sobre la mesa.

―¿Acá quién toca el violín? ―preguntó uno.

―Mi hija está aprendiendo ―respondió, mi madre, toda orgullosa.

―Ah, ¿te gusta el violín?

Y con una fuerza terrible reventó el violín contra la mesa.
Sara Rus

Tuvieron que dejar el apartamento donde vivían y mudarse a una habitación en un edificio del gueto judío en Lodz.
En 1942 comenzaron las selecciones, debían soportar la incertidumbre del «sirve-no sirve», pero su mamá repetía con optimismo «siempre hay un ángel que nos protege».
Empezaron las «selecciones»: cada tanto los soldados alemanes elegían a grupos de personas que eran hacinados en vagones hacia los campos de trabajo (campos de concentración), la antesala de las cámaras de gas.
El trabajo en el gueto era obligatorio. El que no trabajaba, no comía. A Sara y a su madre las mandaron a una fábrica de sombreros: sombreros para mujer, para hombres y niños, y manguitos de piel para protegerse las manos en invierno. Carola estaba débil y no podía cumplir con las obligaciones impuestas por los nazis. Su hija, que tenía catorce años, se llevaba trabajo a su casa, preparaba una producción extra y la entregaba en nombre de su madre para que no le quitaran la carta de alimentación.

Mi madre en el año 1940 tuvo un bebé, un nene. Ella estaba muy enferma. Tenía tifus, prácticamente no tenía leche para alimentar al nene. Había hospitales pero con muy pocos recursos. Yo, como una hermanita todavía chiquita, iba a la madrugada a la lechería donde repartían un poquito de leche a la gente que tenía bebés, tenían que presentar un papel. A mí no me consideraron, me ponía en la fila y me echaban, no podía conseguir... El nene vivió tres o cuatro meses y lo más terrible, que mi madre un tiempo largo no se enteró por qué mi padre y yo íbamos al hospital.
Sara Rus

Casi al año su madre quedó otra vez embarazada, tuvo otro varón, que fue asesinado en el hospital, en una de las llamadas evacuaciones.
El gueto era dirigido por el Judenrat, es decir el gobierno judío que debía obedecer a los nazis. Al frente estaba el profesor Runcovsky, un maestro que había dirigido un orfanato, educando a los jóvenes y dándoles una salida laboral. Uno de los jóvenes que habían estudiado en el orfanato era Bernardo Rus, un hombre de 26 años que vivía a pocos metros de la casa de Sara. Jacobo solía conversar con él en la calle porque le parecía «un muchacho muy interesante, que daba gusto conversar con él», y un domingo lo invitó a comer a su casa. Después, la madre le reprocharía haber traído a un hombre a quien la niña Sara miraba demasiado.
El enamoramiento fue mutuo e inmediato, pese a que ella solo tenía 14 años de edad.
Sara lo consideraba un hombre muy preparado, un poeta, que escribía como nadie. Empezaron a verse, y en una oportunidad él le contó que también había leído mucho sobre Argentina, donde estaban los parientes de Sara, y le dijo que cuando terminara la guerra podrían ir a vivir allí. Si para ese entonces no estaban juntos, Bernardo le anotó el tiempo y el lugar: se encontrarían en la puerta del edificio Kavanagh, en una fecha fácil de recordar: el 5 del 5 del 45.
Poco tiempo después, Sara y sus padres fueron arrancados del gueto.
Habían logrado pasar muchas «selecciones». A la madre, que había quedado extremadamente delgada, le rellenaban la ropa y le pintaban la cara para que tuviera mejor semblante. De todas maneras un día los nazis rodearon la casa y les dijeron que llevaran lo mínimo posible. Sara eligió una mochila muy chiquita que ella misma había cosido antes de la vida en el gueto. Ni siquiera se preocupó en guardar ropa interior. En cambio, puso algunas fotos familiares y la libretita en la que Bernardo había anotado la fecha de su reencuentro: «Yo pensaba que podía ser... algún día, pero llegó un momento que dejamos de pensar. Y empezó el viaje a Auschwitz».

## Auschwitz-Birkenau
Fueron llevados los tres, con algunos vecinos judíos y otros que no conocían.

Absolutamente no sabíamos a dónde nos llevaban. En el viaje fuimos apretujados, sucios. Ponían un balde para hacer las necesidades. Se viajaba en un tren de animales. Se veía que la gente se caía de hambre.
Sara Rus

Llegaron a una plaza enorme en Birkenau (Polonia), donde les hicieron una nueva selección. A los hombres directamente los sacaron. Nunca más vio a su padre. Su madre ―aunque seguía siendo una mujer bonita y todavía muy joven― estaba muy demacrada, por lo que se la llevaron. La pusieron de un lado y a Sara del otro:

Me atreví a acercarme a un SS con un rebenque que estaba en el medio de la plaza. La gente me miraba. Pensaba que me iban a matar. Él me mira y me dice: «Cómo te atrevés a acercarte». Le dije en alemán: «¿Por qué me sacaste a mi madre?». Si hoy pienso lo que hice... Me mira y me dice: «¿De dónde hablás alemán?». Le dije que en mi casa se hablaba alemán. Me preguntó: «¿Cuál es tu madre?», y me dijo: «Andá a buscarla». La primera salvada. Desde ese entonces mi madre estuvo siempre conmigo. Sobrevivió a la guerra conmigo. Pero pasamos momentos muy duros.
Sara Rus

Las mandaron a los baños, donde tuvieron que desnudarse:

Allí me raparon, y luego me tiraron a un lugar lleno de vapor. Empecé a gritar por mi madre, y me acerqué a una viejita que estaba sentaba al lado del portón, para preguntarle si no había visto a mi mamá, a lo que me respondió: «Hija, soy yo». No la había podido reconocer, así flaquita y pelada.
Sara Rus

Les dieron ropa (que no les quedaba) y las llevaron a una barraca donde se amontonaron en el piso de cemento.
No tenían que hacer nada, excepto salir y formar para que las contaran. Todos los días sacaban algunas mujeres de la fila, y esas mujeres no volvían. A diferencia de la mayoría de los prisioneros, no las marcaron con un número. «Llegamos en el ’44, estábamos destinadas a ir al gas». Sin embargo fueron seleccionadas para trabajar en una fábrica en Alemania.
Después de dos meses en Auschwitz, se subieron otra vez a los trenes para viajar como animales que van al matadero. Las ubicaron en una fábrica de aviones Fraia, en Freiberg (Alemania). Sara tenía que remachar las chapas de las alas con una pistola de aire comprimido que casi no podía sostener. En un turno nocturno, no vio los rieles que estaban en el piso y se cayó para atrás. Casi se corta en dos. En la enfermería, una médica rusa la trató como si hubiera sido una enemiga de guerra.
La operó sin anestesia, en el piso, como a un animal. Las enfermeras alemanas lloraban pero tenían prohibido ayudarla, por lo que tuvo que ir arrastrándose hasta su cama.

Había que trabajar todos los días, pero yo no podía levantarme de la cama. Apareció un oficial alemán que me dijo: «Qué bien que te lo hiciste, vos pensaste que no vas a trabajar, que vas a estar acá descansando». Yo era un poco atrevida, o no me importaba más nada. Se ve que no pensé o no me interesó. Era bastante rebelde, parece. Le dije en alemán: «¿Qué me decís, que me hice esto a propósito? Sí, señor: me lo hice a propósito para quedarme acá, pero no me imaginaba que iba a perder tanta sangre». Mi mamá empezó a gritar: «¡No le haga caso, está loca, no sabe lo que dice!». Las chicas que estaban en la habitación se quedaron mudas de miedo. Pensaban que nos iban a matar a todas por mi culpa. Un rato después aparece una alemana, una SS, y me dice: «Tenés suerte: el jefe dijo que te mandemos algo de comer». Yo no podía creerlo.
Una vez, en una charla que di, un abogado explicó que pude sobrevivir porque, para los alemanes, mientras vos no te rebelás, no les contestás, no sos nadie, nada. Se ve que los impacta que alguien se les anime a contradecirlos y enfrentarlos. Igual, mi «descanso» no duró mucho.
Sara Rus

Después del accidente la mandaron a trabajar a la cocina como pelapapas. A veces podía comerse una papa cruda y también traficaba (en el forro de su abrigo) cáscaras y pedazos de papas para sus compañeras. «Uno no se puede dar idea de lo que puede significar una papa o la cáscara de una papa. Era el alimento más importante que uno pueda imaginarse».
Un día de abril de 1945, ante el avance estadounidense, se realizó el traslado (otra vez hacinados, en tren) de todos los trabajadores prisioneros hacia el campo de concentración de Mauthausen (en Austria). Al llegar a la estación de trenes, los hicieron formar para iniciar una «marcha de la muerte» de varios kilómetros hacia el campo de concentración de Mauthausen. Carola, ya sin fuerzas, se dejó caer, mientras el grupo se alejaba. Sara se acercó, y a los poco minutos llegaron dos alemanes, uno de los cuales le dijo al segundo que se llevara a la chica, ya que él se encargaría de la mujer. Sara les dijo que no, que primero la mataran a ella. De repente apareció un hombre alemán gordo, que no era oficial nazi, y les dijo a los otros que se fueran, que él se ocuparía del problema. Le dijo a Sara que buscara agua en un arroyo cercano. Después de tomar agua, Carola logró levantarse y caminar despacio hasta llegar al campo.

El mismo día que llegamos la Cruz Roja ocupó el campo. Y [los nazis] dejaron de matar. Los alemanes se estaban empezando a organizar para retirarse. Y todavía tenían el descaro de preguntar: «¿Quién quiere venir con nosotros? Porque los norteamericanos van a matarlos a todos». Fuimos liberados el 5 del 5 del ’45. Ese día yo fui liberada. Esta fecha quedó en mi mente pero yo no sabía nada de Bernardo y él no sabía nada de mí.
Sara Rus

Cuando entraron los soldados estadounidenses y vieron el estado en que estaban los judíos, se pusieron a llorar.
En el mismo campo de concentración se organizó un gran hospital. La pesaron y no tenía más que 26 kg (tenía 18 años). Su madre pesaba 27 o 28 kg.
No podían caminar ni tenerse en pie, eran todos esqueletos. Para revisarlas, los médicos estadounidenses les pedían que se pusieran contra el sol, sin necesidad de radiografías. Sara estuvo tres meses prostrada, sin poder caminar, alimentada por suero debido a un reumatismo infeccioso.
Algunas de las personas que habían estado presas comían mucho de golpe, y se morían porque su organismo no toleraba los alimentos. Su madre Carola se recuperó rápidamente para cuidarla. Detrás de una de las barracas se hizo una cocina con ladrillos. Cocinaba los alimentos más nutritivos en dos ollas que le regalaron los estadounidenses. Sara todavía las conserva como parte de su historia.
La Agencia Judía les ofreció emigrar a Palestina, donde pronto se formaría el Estado de Israel.
Una mañana, los altavoces la sorprendieron con un curioso mensaje. Pedían que «Sarenka» se presentara en las oficinas pues tenía una carta desde Polonia. Se trataba de Bernardo Rus, que le decía sarenka (que en polaco quiere decir ‘cervatillo’).
Bernardo había entrado en contacto con una mujer que había sido compañera de Sara en el campo de Mauthausen y le escribía para decirle que la esperaba en Lodz (Polonia).
La escritora argentina Eva Eisenstaedt ―en su biografía de Sara Rus (de 2007)― reproduce una carta escrita en esta época por Bernardo Rus: «Sobreviví una época en la que Shakespeare y Dante ―los maestros en dramas y tragedias― se hubieran apabullado».
Sara y Carola viajaron en tren a Lodz y se instalaron en la casa de un conocido del gueto judío. Sara comenzó a buscar a Bernardo. Pero la carta había tardado demasiado tiempo en llegar a Mauthausen, y durante ese periodo, el ministerio polaco en el que trabajaba lo había trasladado a la ciudad de Katowice. Sara tomó un tren y viajó para encontrarlo. Al llegar, se dirigió a un movimiento juvenil judío, donde le dieron albergue y la ayudaron a buscar a su amor. Primero encontró a Mietek, el hermano de Bernardo. Le explicó que Bernardo habían sido trasladado a la ciudad de Kolobrzeg, pero la invitó a ir a su casa para hablar con él por teléfono, ya que Bernardo la había esperando todo ese tiempo. Cuando realizó la llamada y le pidió a la recepcionista hablar con Bernardo Rus, pudo oír cómo caían sillas y se arrastraban mesas mientras Bernardo corría a atender el teléfono. Al día siguiente viajó en tren y se encontraron. Sara recuerda la flacura esquelética de ambos, y el interminable abrazo, frente a las lágrimas de todos los presentes.
La pareja regresó a Lodz para reencontrarse con Carola, tras lo cual un rabino conocido los casó en una intima ceremonia realizada en la morada de su madre. Al poco tiempo, los tres partieron a vivir a la casa que Bernardo ocupaba por su trabajo, pero con la idea fija de salir del clima de violencia antisemita que todavía permanecía en la Polonia católica. Se mudaron a una ciudad alemana que estaba bajo gobierno estadounidense, donde residieron entre 1946 y 1948 en un campo de refugiados del ejército de Estados Unidos. Sara trabajó como cocinera y también se destacó interpretando obras clásicas como actriz en una compañía de teatro, y Bernardo como madrij (líder educador) de una colonia para niños judíos. Regularmente viajaban a Berlín para disfrutar de su vida cultural.
Empezaba a reponerse, pero un médico le dijo que debido al accidente que había sufrido en la fábrica no iba a poder tener hijos. «Mi esposo estaba totalmente resignado, le bastaba tenerme a mí, que nos habíamos podido reencontrar y estar juntos. Pero para mí fue un golpe terrible».

## Argentina
En Buenos Aires, el tío de Sara Rus estaba dispuesto a recibirla junto a su madre Carola y su esposo Bernardo. En 1948 los tres viajaron a París (Francia), donde trataron de gestionar las visas para viajar a Argentina. Pero el gobierno de Juan Domingo Perón no estaba dando más pases para judíos, por lo que tramitaron los permisos de entrada como agricultores en Paraguay. Esperaron dos meses a que la embajada paraguaya les emitiera las visas. La Cruz Roja y el Joint Distribution Committee les tramitó los pasajes en avión. Abordaron un vuelo de la línea neerlandesa KLM. El viaje en avión fue muy accidentado, e incluso uno de los motores se incendió, y también varios religiosos judíos quisieron encender las velas de Shabat, lo que aterrorizó al resto del pasaje.
Después de aterrizar en Asunción (Paraguay), ellos tres y otros siete judíos cruzaron de manera ilegal el río Paraguay (límite con Argentina) y entraron un par de kilómetros por el río Pilcomayo para desembarcar cerca de Clorinda (provincia de Formosa, en el límite norte de Argentina). Fueron abandonados en la costa, bajo la lluvia. Fueron abordados por un policía montado a caballo y armado con un rifle. Ninguno de ellos hablaba una palabra en español. El policía los condujo a su casa, donde incluso los invitó a comer. «Este policía fue muy servicial, pero nos dijo que si no teníamos papeles deberíamos regresar a Paraguay».

Sentó a mi madre arriba del caballo y a mí me dio el rifle. Nos llevó a su casa a los diez, con su mujer y no sé cuántos chicos y nos dieron de comer. Pero al otro día nos llevaron en micros a la ciudad de Formosa y nos metieron en la cárcel. Pero era una cárcel... qué querés que te diga: los muchachos, los vigilantes, nos tenían tanta lástima... Había más de cien personas. A algunos los llevaron después a casas particulares y a nosotros al templo católico. ¿Pero cómo se hacía para ir a Buenos Aires? Nos decían que nos iban a mandar de vuelta a Paraguay. Mi esposo era un hombre muy inteligente. Ya sabíamos que existía Eva Perón [la primera dama de Argentina, esposa de Perón], que ella hacía mucho por la gente. Él se atrevió a mandar una carta en polaco a Eva Perón. Le contó nuestra historia. Se ve que le llegó, la hizo traducir y nos mandó a decir que no nos asustáramos y que nos iban a mandar pases para ir a Buenos Aires. Efectivamente después de un tiempo nos mandaron los pases a todos los que estábamos allá.
Sara Rus

Con la carta en mano, la policía les permitió viajar a Buenos Aires, donde ubicaron a los tíos, en Villa Lynch (en el oeste del Gran Buenos Aires). Se instalaron por un tiempo en su casa. En ese pueblo del suburbano, su esposo Bernardo Rus se dedicó al rubro textil, con el oficio de anudador, en el que se destacó y logró progresar económicamente.

## Daniel Rus
Sara Rus no se resignaba a la idea de no tener hijos y fue a ver a un médico. Para su sorpresa, el médico le dijo que no tenía ninguna enfermedad, que su cuerpo había sufrido mucho y simplemente tenía que reponerse. Quedó embarazada, y su hijo Daniel nació el 24 de julio de 1950.

El de Daniel fue un embarazo complicado porque era un cuerpo complicado. Pero resistí. Era un chico hermoso y desde chiquito fue brillante en todo, en el colegio..., se recibió de lo que él quería, fue físico nuclear.

[Daniel] hablaba el ídish como nosotros, todos se volvían locos al escucharlo. No solo tenía facilidad para los idiomas, sino que se destacaba en todo. A los 12 años ya se compraba libros y revistas de ciencias atómicas, que devoraba en pocos días. No sé cómo, pero de repente aparecían en mi casa. Y siempre me dijo que iba a estudiar eso. A los 12 años dio una conferencia en el colegio, que acompañó con una cartulina para mostrar cómo se movían los átomos. Nosotros no entendíamos nada, y los maestros decían que esto nunca les había pasado, tengo todas las felicitaciones que le escribieron. Lo mismo pasó en su secundario y en la UBA, siempre las mejores notas en toda su educación, que fue toda pública.
Sara Rus

Cinco años después de nacer Daniel, en 1955, tuvieron una hija, Natalia Rus.
Al egresar de la UBA como físico nuclear, ingresó becado a la CNEA (Comisión Nacional de Energía Atómica), mientras que para completar sus ingresos daba clases de física en la Facultad de Ciencias Exactas y Naturales de la UBA y trabajaba también como ayudante en la fábrica textil que había logrado instalar su padre.
Según Sara, su hijo Daniel no militaba, pero seguramente era peronista.
Él les contó que un amigo suyo, Jorge, había «desaparecido».
A principios de 1977, Daniel salió con su auto y lo paró una patrulla. Le encontraron folletos, cosas que le habían dado en la facultad y entonces se lo llevaron detenido. Lo tuvieron en tortura dos días y lo liberaron. Bernardo y su yerno José fueron a la comisaría a retirar el auto y el comisario les pidió perdón, dijo que se habían equivocado de persona.
Bernardo le insistió en que se marchase del país, pero Daniel no quiso.
El 15 de julio de 1977, a las dos y media de la tarde, Daniel Rus fue secuestrado junto con sus colegas Gerardo Strejilevich y Nélida Barroca en la puerta de la CNEA, donde trabajaba. Otros veinte físicos empleados de ese organismo serían detenidos ilegalmente durante la dictadura. A Daniel lo subieron a una camioneta. Esa fue la última vez que alguien lo vio. No hay testimonios que lo ubiquen en algún centro clandestino de detención, aunque su madre sospecha que estuvo en el campo de concentración de la ESMA (Escuela Superior de Mecánica de la Armada), ubicada en la vereda de enfrente de la CNEA por donde pasaron unos 5000 secuestrados, que en su mayoría fueron asesinados.
Cuando Daniel no llegó a la casa paterna, sus padres pensaron que había tenido un accidente. Recorrieron comisarías y hospitales, hasta que fueron a la CNEA y se enteraron de que estaba desaparecido.

Ahí empecé yo a luchar. Fui al Ministerio del Interior, presentamos hábeas corpus, mi esposo escribió cartas a todo el mundo ―el papa [Juan Pablo II] incluido, y me incorporé a las Madres de Plaza de Mayo y empecé a dar vueltas a la plaza. Antes había entrado a una agrupación de sobrevivientes de la guerra. Lo más triste fue que cuando desapareció Daniel esa gente, hasta los mismos sobrevivientes, empezaron a alejarse de nosotros por el miedo que había en el país. Una chica que también fue secuestrada, hermana de un muy amigo de Daniel que está desaparecido, nos contó que en la sala de torturas había esvásticas. Estaba claro que acá habían aprendido una buena lección de los nazis... A mí me parecía que era imposible perder a este hijo. Un día subí a la terraza de mi casa y grité tan fuerte, llamándolo, pensando que él en algún lado podía estar escuchando. Él siempre decía: «Vos sos tan fuerte, mamá». Y yo no pude hacer nada por él. [...]

Mi madre Carola, que era una mujer que había recuperado la alegría y se había vuelto a casar, vivió hasta los noventa años conmigo, pero en el momento en que me llevaron a mi hijo dejó casi de hablar. No le interesó más la vida. Murió con su dolor y no pudo ver todavía bisnietas, lo que yo estoy deseando.

En el ’77, [mi esposo] dijo que estaba esperando que viniera la democracia, que en algún momento vamos a tener que pasar a estos asesinos. Y en el ’83 dijo: «Si mi hijo en seis meses no vuelve, yo ya no tengo nada que hacer». Vino la democracia, pasaron seis meses, mi esposo se enfermó de un tumor y falleció el 2 de mayo de 1984.
Sara Rus

## Madre de Plaza de Mayo
Desde 1978 concurrió todos los jueves a la Plaza de Mayo ―frente a la Casa Rosada, el palacio de Gobierno, para marchar en la ronda de las Madres de Plaza de Mayo. Una tarde de jueves, todavía durante la dictadura, varios policías la rodearon para intimidarla (varias de sus compañeras fueron secuestradas de esa manera). Entonces Sara Rus se pasó del otro lado de la valla y corrió a denunciar la situación ante la APDH (Asamblea Permanente por los Derechos Humanos).

## Fallecimiento
Sara Rus vivió en el barrio de Belgrano (Buenos Aires) yfalleció en la madrugada del 24 de enero de 2024, un día antes de su 97° cumpleaños, en la Ciudad de Buenos Aires. Sus restos fueron inhumados en el Cementerio Israelita de La Tablada. De su hija Natalia tuvo dos nietas.

## Legado
En 2007, la escritora Eva Eisenstaedt (1940-) publicó la biografía de Sara Rus: Sobrevivir dos veces, de Auschwitz a Madre de Plaza de Mayo. El libro fue traducido al alemán y en 2010 se presentó en la Feria Mundial del Libro en Fráncfort (Alemania).

¿Sabés lo que todos me preguntan, de dónde saco mis fuerzas? Yo lucho por no olvidar. Lucho por la memoria. Para que jamás los nazis de Alemania y los que estuvieron acá tengan la fuerza que han tenido. La memoria es lo más importante, porque si no se tiene memoria las cosas vuelven a pasar. La fuerza sale de que gracias a Dios tengo una familia, una hija, un yerno, dos nietas, las madres de Plaza de Mayo, los amigos que hice y que me quieren... Mi madre me decía, cuando estábamos en Alemania, «vas a ver que todavía vamos a tener un pan sobre la mesa». Y yo le contestaba: «¿En qué mesa?». Yo digo que la vida es linda porque si pasó todo eso y tengo una mesa y puedo recibir visitas, puedo servir y estar rodeada de amor... ¿qué más se puede pretender? La vida es hermosa, si uno no quiere vivir es fácil morirse. Yo tengo mis recuerdos bien adentro. Si todavía puedo pensar, puedo contar, y mientras pueda contar, lo voy a seguir haciendo.
Sara Rus en 

En 2012 viajó al campo de concentración de Auschwitz, donde participó en la Marcha por la Vida.

Después de lo vivido, no sé si soy tan creyente. Me pregunto dónde estaba Dios cuando se llevaron a esas criaturas. Y también a los millones de personas que mataron los alemanes. [...] Creo en algo superior, no sé como se llama. Yo conocí dos personas, una mujer religiosa que perdió a toda su familia, y que en el campo de exterminio me dijo que ya no creía en Dios. Y también a un primo hermano mío, que nunca fue creyente, y a quien los nazis le mataron a su esposa y a su hijo. Muchos años después fui a visitarlo a Estados Unidos, donde lo encontré todo vestido de negro, con barba y peies. Se había vuelto a casar, había tenido tres hijos, y me dijo: «Ahora veo a un Dios que me dio esto». Yo estoy entre estas dos personas, aunque sí creo en la vida, y le agradezco sus cosas lindas y el amor que me rodea.
Sara Rus

## Distinciones
En diciembre de 2008, la presidenta Cristina Fernández de Kirchner le entregó el premio Azucena Villaflor por su trayectoria en defensa de los derechos humanos.El 4 de diciembre de 2009, el Colegio Nacional n.º 9 «Justo José de Urquiza» de Buenos Aires ―institución en la que su hijo Daniel Lázaro Rus finalizó los estudios secundarios con notables calificaciones― realizó un emotivo Homenaje a la Memoria de Daniel Rus, en que se instaló en la biblioteca una placa en su memoria.
En marzo de 2010 el Honorable Consejo Municipal de la Ciudad de Mar del Plata la declaró ciudadana ilustre,lo mismo hizo el 4 de agosto de 2010 la Legislatura Porteña (Ley 3237/09).En el acto de recibir esta distinción, Sara destacó que "lo que más me place es ver las caras de los jóvenes de facultades y escuelas secundarias, que me escuchan con mucho interés para saber qué pasó". Fue también designada Visitante Distinguida de la ciudad de Rosario.
En julio de 2010 la Defensoría del Pueblo de la Nación Argentina le entregó una placa de reconocimiento a su trayectoria y su lucha por los derechos humanos. Hasta 2023 dio charlas en las escuelas para contar su historia a los niños y jóvenes, hablar de la Shoá y del terrorismo de Estado en Argentina.